# Pataš
Pataš (1948–1990 slowakisch „Pastúchy“; ungarisch Csilizpatas – bis 1907 Patas) ist eine Gemeinde im Südwesten der Slowakei mit 833 Einwohnern (Stand 31. Dezember 2024). Sie gehört zum Okres Dunajská Streda, einem Teil des Trnavský kraj.

## Geographie

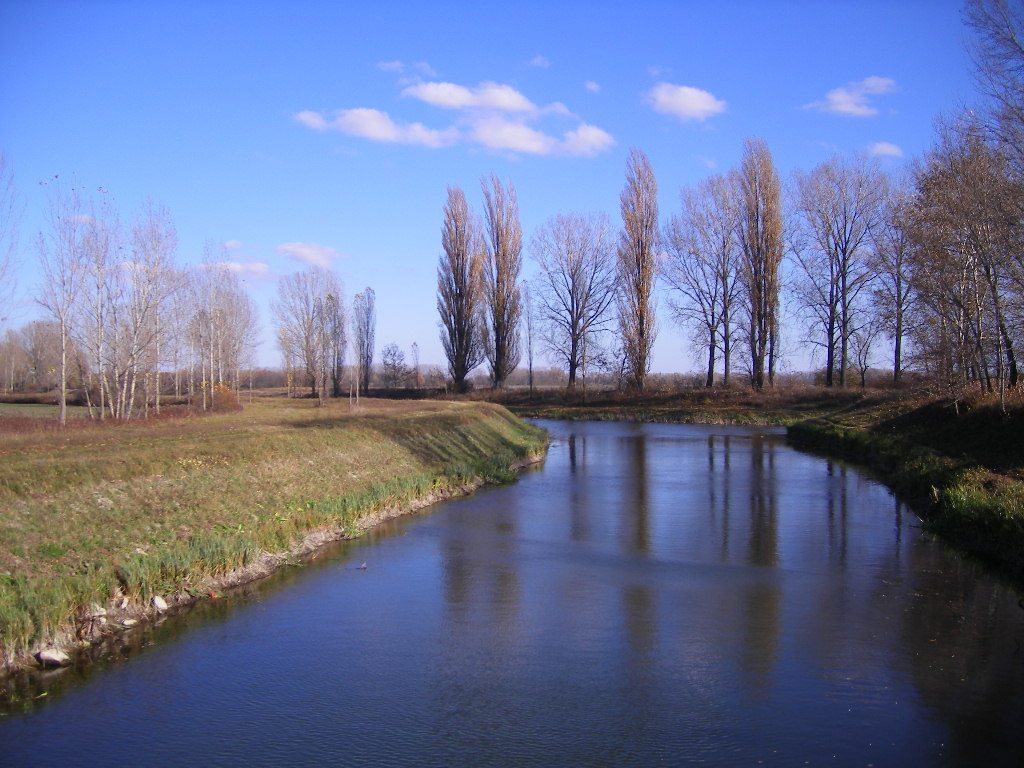
Chotárny kanál unweit der Siedlung Milinovice

Die Gemeinde befindet sich im Südteil der Großen Schüttinsel, einem Teil des slowakischen Donautieflands. Der Kanal Chotárny kanál und der kanalisierte Bach Čiližský potok verlaufen durch das Gemeindegebiet.
Das Ortszentrum liegt auf einer Höhe von 114 m n.m. und ist 13 Kilometer von Veľký Meder sowie 15 Kilometer von Dunajská Streda entfernt.
Zur Gemeinde gehört neben dem Hauptort Pataš auch die südöstlich gelegene Siedlung Milinovice (ungarisch Milénium).
Nachbargemeinden sind Vrakúň und Padáň im Norden, Veľký Meder im Osten, Čiližská Radvaň im Südosten, Baloň im Süden und Gabčíkovo im Westen.

## Geschichte
Der Ort wurde zum ersten Mal 1384 als Pathos schriftlich erwähnt und war damals Gut der Familie Kondé.
Bis 1919 gehörte der im Komitat Raab liegende Ort zum Königreich Ungarn, kam danach zur Tschechoslowakei und liegt heute in der Slowakei. 1938–45 lag er aufgrund des Ersten Wiener Schiedsspruchs noch einmal in Ungarn.

## Bevölkerung
| Jahr                | 1994 | 2004    | 2014    | 2024    |
| ------------------- | ---- | ------- | ------- | ------- |
| Anzahl der Personen | 773  | 812     | 798     | 833     |
| Unterschied         |      | +5,04 % | −1,72 % | +4,38 % |

| Jahr                | 2023 | 2024    |
| ------------------- | ---- | ------- |
| Anzahl der Personen | 814  | 833     |
| Unterschied         |      | +2,33 % |

Nach der Volkszählung 2011 wohnten in Pataš 832 Einwohner, davon:
- 660 Magyaren,
- 93 Slowaken,
- 72 Roma,
- 4 Tschechen und
- 1 Mährer.

Zwei Einwohner machten keine Angabe zur Ethnie.

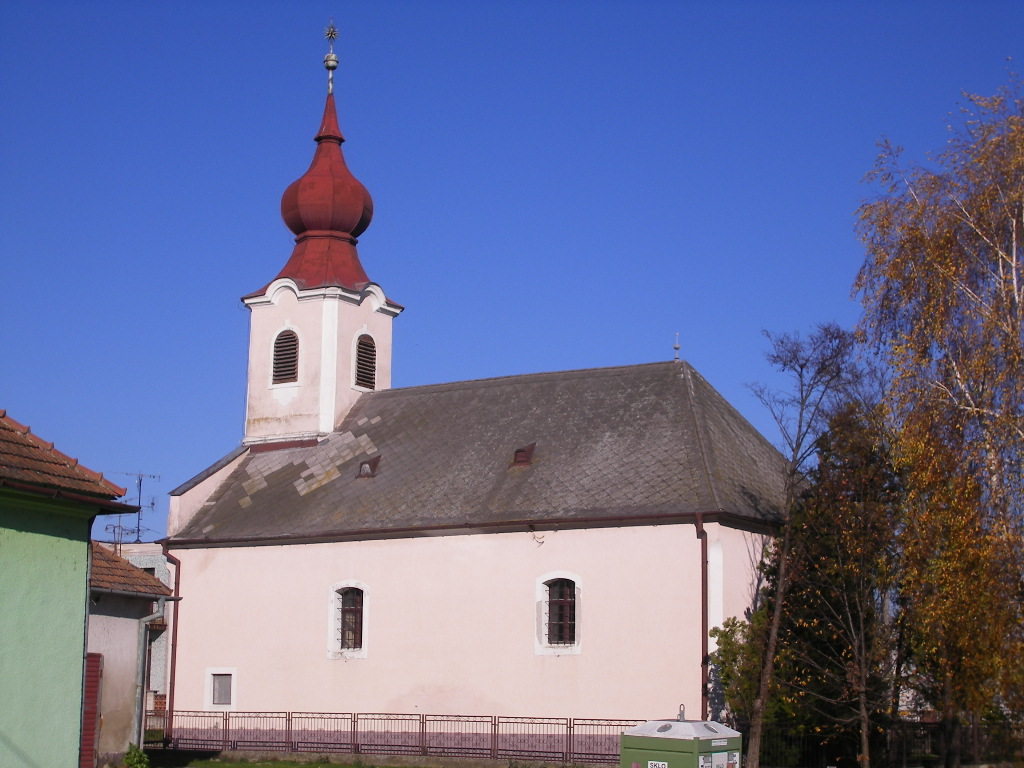
Reformierte Kirche

- 467 Einwohner bekannten sich zur reformierten Kirche,
- 306 zur römisch-katholischen Kirche,
- 2 zur evangelisch-methodistischen Kirche sowie
- 1 zur Evangelischen Kirche A. B. und
- 1 zur kongregationalistischen Kirche.

41 Einwohner waren konfessionslos und bei 14 Einwohnern wurde die Konfession nicht ermittelt.

## Bauwerke
- Reformierte Kirche im klassizistischen Stil aus dem Jahr 1794